# 千坂興高
千坂 興高（ちさか おきたか）は、江戸時代後期の米沢藩の江戸家老・奉行。戊辰戦争当時の米沢藩奉行・軍務総督千坂高雅の祖父。

## 経歴
文化2年（1805年）7月8日兄千坂高容の病気致仕により、家督相続。侍組。
文化9年（1812年）2月23日侍頭。
文化13年（1816年）11月8日江戸家老、侍頭兼帯。
文政6年（1823年）12月19日奉行。
天保2年（1831年）1月11日、上杉治広・上杉顕孝の「御年譜」完成に付き、藩主から、担当した千坂興高並びに御記録方に賞賜。
天保5年（1834年）7月死去。　